# مسجد كامبونج بوداك
مسجد كامبونج بوداك يقع المسجد في منطقة كامبونج بوداك، والتي تقع على بعد حوالي ستة كيلومترات من مدينة بندر سري بكاوان عاصمة بروناي .

## البناء
تم البدء في بناء مسجد كامبونج بوداك في أوائل عام 1973، وتم الانتهاء من البناء في السابع عشر من شهر حزيران من عام 1973، وبلغت نفقات بناء المسجد مبلغ 20،000.00 دولار .

## الافتتاح
افتتح مسجد كامبونج بوداك رسميا من قبل يانغ أمة موليا بنجيران انديرا نيجارا خريج عناق إدريس بن خريج المهراجا يلا خريج مودا عبد القهار، وذلك يوم الجمعة الحادي عشر من شهر شعبان من عام 1394 هـ الموافق الثلاثين من شهر أغسطس من عام 1974 .

## استيعاب المسجد
تبلغ قدرة مسجد كامبونج بوداك الاسيتعابية 300 مصلي في وقت واحد.